# Ali Şaşal Vural
Ali Şaşal Vural (Smirne, 10 luglio 1990) è un calciatore turco, portiere del Sivasspor.

## Carriera
Ha giocato nella prima divisione turca.

## Palmarès

### Club

#### Competizioni nazionali
- TFF 1. Lig: 1

Sivasspor: 2016-2017
- Coppa di Turchia: 1

Sivasspor: 2021-2022